# اسکالکندی
اسکالکندی (انگلیسی: Skullcandy) شرکت سخت‌افزار آمریکایی است، که در سال ۲۰۰۳ تأسیس شد.